# I Drove All Night
I Drove All Night ist ein 1987 von Tom Kelly und Billy Steinberg ursprünglich für Roy Orbison geschriebenes Lied, das er 1987 aufnahm, wie auch John Waite.

## Hintergrund
1989 wurde I Drove All Night von Cyndi Lauper erstmals auf dem Album A Night to Remember veröffentlicht. Die früher aufgenommene Version von Roy Orbison erschien erst 1991 als Single und 1992 auf dem postum erschienenen Album King of Hearts. 1993 veröffentlichte Nino de Angelo eine deutschsprachige Coverversion mit dem Titel Ich fahr die Nacht und 1997 Karel Gott die tschechische Version Nocní král. John Waite veröffentlichte seine Version 2001. Die Coverversion von Céline Dion erreichte Nummer-1-Platzierungen in Schweden und Kanada (2003). 2025 veröffentlichte die finnisch-schwedische Rockband Cemetery Skyline eine Coverversion.